# Yoshiko Yamaguchi
Yoshiko Yamaguchi (山口 淑子 Yamaguchi Yoshiko?, n. 12 februarie 1920, Dengta⁠(d), Liaoning, Republica Populară Chineză – d. 7 septembrie 2014, Chiyoda, Tōkyō, Japonia) a fost o actriță și cântăreață japoneză, care a urmat o carieră artistică în China, Hong Kong, Japonia și Statele Unite ale Americii.

## Biografie
S-a născut în anul 1920 în China din părinți japonezi. La începutul carierei sale, în timpul ocupației japoneze a Chinei din anii 1930 și 1940, compania de producție cinematografică Manchukuo Film Association i-a ascuns originea japoneză și a menționat-o cu numele chinezesc Li Xianglan, redat în limba japoneză ca Ri Kōran. Ea a apărut astfel ca actriță chineză în filmele de propagandă ale regimului japonez de ocupație. După cel de-al Doilea Război Mondial a jucat în numeroase filme japoneze sub numele ei real și în câteva filme americane de categoria B sub numele de scenă Shirley Yamaguchi.
Yoshiko Yamaguchi a fost aleasă în Dieta Japoniei în anii 1970 și a fost timp de 18 ani membru al parlamentului japonez. După ce s-a retras din politică a îndeplinit funcția de vicepreședinte al Fondului pentru Femeile Asiatice.

## Nume
Ea a fost menționată ca Shirley Yamaguchi în distribuțiile filmelor hollywoodiene Japanese War Bride (1952) și House of Bamboo (1955). Într-o altă ocazie a fost poreclită Judy Garland a Japoniei.
Alte nume folosite ca actriță de film:
- Li Hsiang-lan
- Li Hsiang Lan
- Ri Kōran
- Li Xiang Lan
- Hsiang-lan Li
- Xianglan Li
- Li Xianglan
- Yoshiko Yamaguchi

## Filmografie
| An   | Titlu                                                                         | Rol                     |
| ---- | ----------------------------------------------------------------------------- | ----------------------- |
| 1938 | Mí yùe kuài chē (蜜月快車)                                                    | Mireasa                 |
| 1939 | Byakuran no uta (白蘭の歌)                                                    | Li Xue Xiang            |
| 1939 | 富貴春夢 / Fùguì Chūnmèng                                                     |                         |
| 1939 | 冤魂復仇 / Yuānhún Fùchóu                                                     |                         |
| 1939 | 東遊記 / Dōngyóu Jì                                                           |                         |
| 1940 | Vow in the Desert (熱砂の誓い)                                                | Li Fangmei              |
| 1940 | Monkey King (孙悟空)                                                          | femeia orientală        |
| 1940 | China Nights (支那の夜)                                                       | orfana chinezoaică      |
| 1940 | Toyuki                                                                        | dactilografa Liqin      |
| 1941 | Suzhou Night (蘇州の夜)                                                       |                         |
| 1941 | Kimi to boku (君と僕)                                                         |                         |
| 1941 | Tǐe xǔe hùi xīn (鐵血慧心)                                                    |                         |
| 1941 | 君と僕                                                                        |                         |
| 1942 | Yíng chūn hūa (迎春花)                                                        |                         |
| 1942 | Wàn Shì Liú Fāng (萬世流芳)                                                   |                         |
| 1942 | 黄河                                                                          |                         |
| 1943 | Chikai no gassho (誓ひの合唱)                                                 |                         |
| 1943 | Sayon no kane (サヨンの鐘)                                                    | Sayon                   |
| 1943 | Fighting Street (戦ひの街)                                                    |                         |
| 1944 | Yasen gungakutai (野戦軍楽隊)                                                 | Ai Ran                  |
| 1944 | Watashi no uguisu (私の鶯)                                                    |                         |
| 1944 | Noroshi wa Shanghai ni agaru                                                  | Yu Ying                 |
| 1948 | The Bright Day of My Life (わが生涯のかゞやける日)                            |                         |
| 1948 | Koun no isu                                                                   |                         |
| 1948 | 情熱の人魚                                                                    |                         |
| 1949 | Repatriation (帰国ダモイ)                                                     |                         |
| 1949 | Human Patterns (人間模样)                                                     |                         |
| 1949 | Shooting Star (流星)                                                          |                         |
| 1949 | 果てしなき情熱                                                                |                         |
| 1950 | Shubun (醜聞)                                                                 | Miyako Saijo 西条美也子 |
| 1950 | Akatsuki no Dassō (暁の脱走)                                                  | Harumi                  |
| 1950 | 初恋問答                                                                      |                         |
| 1950 | Women's Fashion (女の流行)                                                    |                         |
| 1952 | Fuun senryobune (風雲千両船)                                                  |                         |
| 1952 | Woman of Shanghai (上海の女)                                                  | Li Lili (cântăreață)    |
| 1952 | Sword for Hire (戦国無賴)                                                     | Oryo                    |
| 1952 | Foghorn (霧笛)                                                                |                         |
| 1952 | Japanese War Bride                                                            | Tae Shimizu             |
| 1953 | The Last Embrace (擁抱)                                                       | Yukiko Nogami           |
| 1954 | The United States Steel Hour                                                  | Presento                |
| 1954 | 土曜日の天使                                                                  |                         |
| 1955 | House of Bamboo                                                               | Mariko                  |
| 1955 | Jīn Píng Méi (金瓶梅)                                                         | Pan Jinlian             |
| 1955 | The Red Skelton Hour                                                          | cântăreață              |
| 1956 | Byaku fujin no yoren (白蛇傳)                                                 | Madam White             |
| 1956 | Navy Wife                                                                     | Akashi                  |
| 1957 | Shénmì měirén (神秘美人)                                                      |                         |
| 1957 | Robert Montgomery Presents (The Enemy)                                        | Hana                    |
| 1958 | Yí yè fēng líu (一夜風流)                                                     | Ge Qiuxia               |
| 1958 | A Holiday in Tokyo (東京の休日)                                               | May Kawaguchi           |
| 1958 | Ankoru watto monogatari utsukushiki aishu (美しき哀愁 アンコール・ワット物語) |                         |

## Creații artistice despre viața ei

### Filme
- Fuji Television a realizat în 1989 un film TV intitulat Sayonara Ri Kōran, cu Yasuko Sawaguchi în rolul principal, ca un proiect special menit să marcheze cea de-a 30-a aniversare a companiei.
- Un film de televiziune în două părți, Ri Kōran, cu Aya Ueto, a fost realizat în 2006. A fost difuzat în Japonia de postul TV Tokyo pe 11 și 12 februarie 2007.
- Producătorul japonez de film Hirokazu Koreeda plănuiește realizarea unui film de lung metraj inspirat de povestea ei.

### Alte creații artistice
- Romanul The China Lover (2008) de Ian Buruma este o prezentare ficțională a vieții ei.[5]
- Un musical japonez inspirat din viața ei a fost produs de compania teatrală Shiki.[când?]
- Personajul Li Kohran din franciza video Sakura Wars este numit după numele ei de scenă.

## Legături externe
- Shirley Yamaguchi la Internet Movie Database